# کریستینا مارکوس
کریستینا مارکوس (اسپانیایی: Cristina Marcos‎؛ زادهٔ ۱۹ دسامبر ۱۹۶۳) بازیگر اهل اسپانیا است. وی از سال ۱۹۸۱ میلادی تاکنون مشغول فعالیت بوده‌است.
از فیلم‌ها یا برنامه‌های تلویزیونی که وی در آن نقش داشته‌است، می‌توان به دل دیوانه، پیشنهاد سرآشپز، کفش پاشنه‌بلند، وسوسه‌ام نکن و همه مردها مثل هم هستند اشاره کرد.